# يانيك جوميس
يانيك جوميس (بالفرنسية: Yannick Gomis)‏ (3 فبراير 1992 بالسنغال - ) هو لاعب كرة قدم سنغالي في مركز الوسط. شارك مع منتخب السنغال لكرة القدم. أما مع النوادي، فقد لعب مع نادي أورليانز وOlympique de Ngor ‏.

## وصلات خارجية
- يانيك جوميس على موقع الاتحاد الأوربي (الإنجليزية)
- يانيك جوميس على موقع قاعدة بيانات كرة القدم.إي يو (الإنجليزية)
- يانيك جوميس على موقع ناشيونال فوتبول تيمز (الإنجليزية)
- يانيك جوميس على موقع Soccerway.com (الإنجليزية)